# Mangerivolareservaat
Het Mangerivolareservaat is een natuurreservaat in Atsinanana, een regio aan de oostkust van Madagaskar. Het werd in 1958 opgericht en heeft een oppervlakte van 119 km².

## Ligging en bereikbaarheid
Het reservaat ligt tussen Brickaville en Toamasina. Het park is door zijn geïsoleerde ligging en slechte omliggende infrastructuur moeilijk te bereiken, vooral in het regenseizoen. Vanaf het kleine dorp Anjahamana aan de zuidzijde is het twintig kilometer lopen tot de ingang in het dorp Andratambazaha. Het reservaat heeft weinig voorzieningen voor toeristen en geen uitgezette routes.

## Terrein en vegetatie
Het heuvelachtige terrein van het reservaat is rijk aan rivieren, meren en watervallen, waarvan sommigen tachtig meter hoog zijn. De terreinhoogtes variëren van 315 meter boven zeeniveau tot 1484 meter, de hoogte van de Mangerivolatop. Het reservaat maakt deel uit van de laaglandbossen van Madagaskar, een van de zeven ecoregio's op het eiland. De regenwouden in het reservaat kennen het hele jaar door een vochtig en warm klimaat met een gemiddelde jaarlijkse neerslag van 1820 millimeter. Binnen de grenzen van het park zijn meer dan 325 soorten planten geteld.

## Fauna
Het reservaat huisvest veel soorten zoogdieren. Hiertoe behoren zeven soorten lemuren, namelijk de indri (Indri indri), de vari (Varecia variegata), de diadeemsifaka (Propithecus diadema), de bruine maki (Eulemur fulvus), de roodbuikmaki (Eulemur rubriventer), de grijze halfmaki (Hapalemur griseus) en het vingerdier (Daubentonia madagascariensis). Van de ongeveer 100 vogelsoorten in het reservaat zijn 63 endemisch in Madagaskar en 22 endemisch in de regio. Hiertoe behoren een aantal zeldzame soorten, zoals de zwarte vanga (Oriolia bernieri), de madagaskargrasuil (Tyto soumagnei) en de bedreigde madagaskarslangenarend (Eutriorchis astur). Het park telt ten minste 45 kikkersoorten en 20 soorten reptielen, waaronder Calumma gallus, een endemische kameleonsoort.

## Bedreigingen
De voornaamste bedreiging voor het reservaat is ontbossing door de lokale bevolking, die voornamelijk uit Betsimisaraka bestaat. Zij decimeren de wouden onder andere om ruimte te creëren voor weidegronden en landbouwgebied en voor de houtexport. Een aantal instanties trachten de levensomstandigheden van de Betsimisaraka te verbeteren, zodat zij minder afhankelijk zijn van de natuurlijke hulpbronnen van het Mangerivolareservaat.
Anja Community Reserve ·
Berenty-reservaat ·
Renialareservaat ·
Kirindy Forest ·
Zoölogisch park van Ivoloina